# Edgerton (Missouri)
Edgerton város az USA Missouri államában. Lakosainak száma 601 fő (2020. április 1.).

## Története
Edgertonban 1871 óta működik posta. A települést egy bizonyos Edgerton úrról, egy vasúti alkalmazottról nevezték el.

## Népesség
A település népességének változása:

| 2010 | 546 |
| 2020 | 601 |